# Паренти
Паренти (итал. Parenti) — коммуна в Италии, располагается в регионе Калабрия, подчиняется административному центру Козенца.
Население составляет 2330 человек, плотность населения составляет 63 чел./км². Занимает площадь 37 км². Почтовый индекс — 87040. Телефонный код — 0984.
Покровительницей коммуны почитается Пресвятая Богородица, празднование в третье воскресение июля.